# Michelin

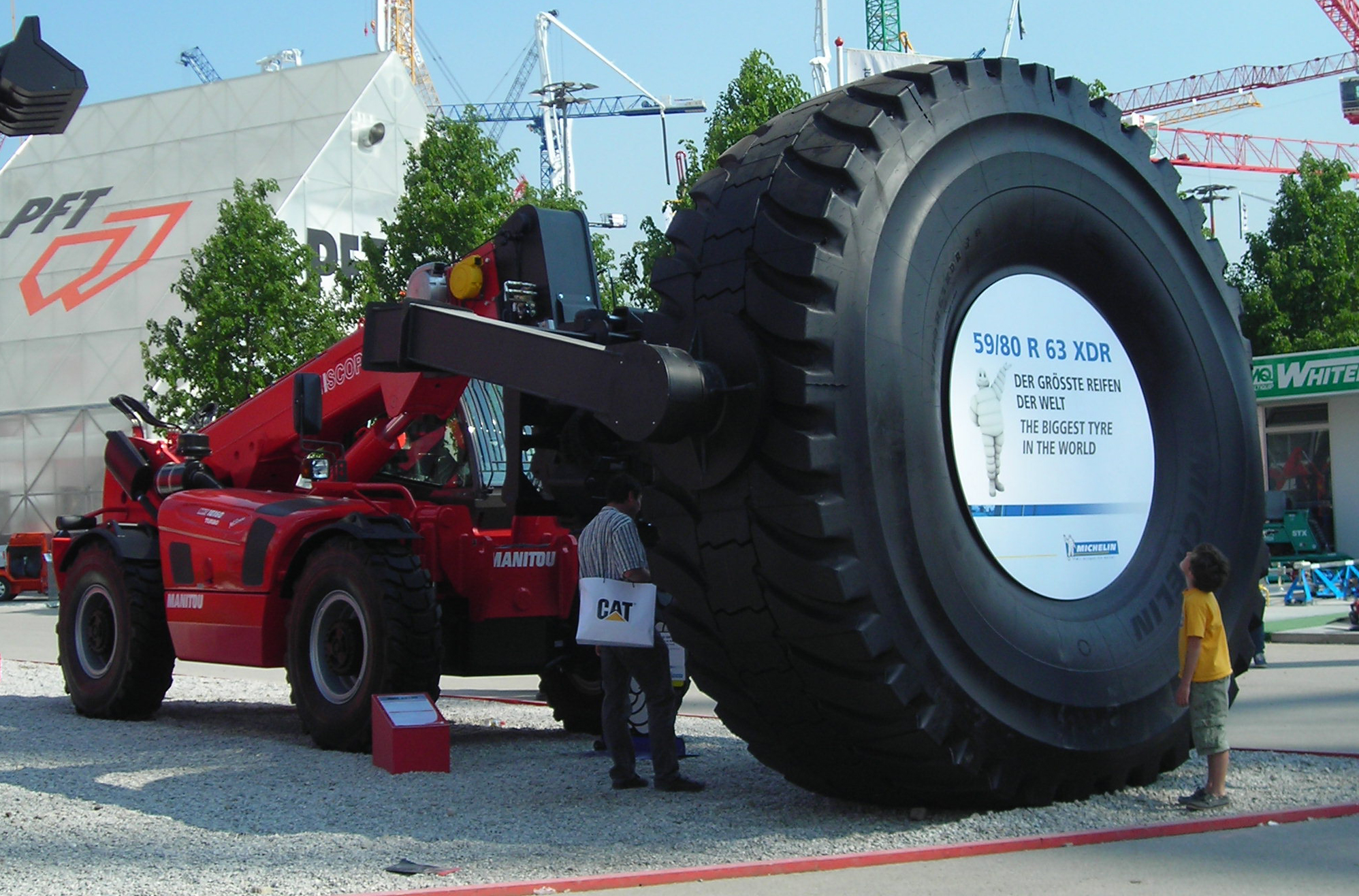
Cea mai mare anvelopă din lume produsă de Michelin

Michelin (Compagnie Générale des Établissements Michelin) este un fabricant de anvelope din Franța. Michelin este cel mai mare producător de anvelope pe plan mondial, deținând aproximativ 20% din piață.
Firma are sediul în Clermont-Ferrand în regiunea Auvergne.
Grupul Michelin produce și comercializează anvelope pentru orice tip de vehicul, de la autoturisme până la avioane și de la biciclete și motociclete la utilaje de teren, escavatoare de mare tonaj, camioane și navete spațiale.
Activitatea grupului include și servicii de suport, prin intermediul ViaMichelin.com, publicarea de ghiduri de călătorie, de hoteluri, de restaurante, hărți și atlase rutiere.
În curând aceste ghiduri vor fi disponibile și în România.
În prezent (2009), Michelin activează în 170 de țări unde deține 71 de unități de producție (în 19 țări) și are 129.000 de angajați.

## Istoric
A fost fondată în 1889. Inițial, compania a produs pneuri pentru biciclete, care au intrat ulterior pe piața pneurilor de mașini (în 1891 compania a obținut un brevet pentru producerea de anvelope pneumatice detașabile). În 1907, prima companie Michelin a fost deschisă în afara Franței - în Torino.
Din 1934 până în 1976, Michelin deținea producătorul de automobile Citroen. În 1988, compania a absorbit producătorul american de cauciuc B.F. Compania Goodrich, pentru întreaga istorie a companiei a achiziționat în total aproximativ zece companii de anvelope de diferite mărimi. Michelin este autorul a numeroase inovații în industria anvelopelor, cum ar fi de exemplu, inventarea anvelopelor radiale în 1946. De asemenea, unul dintre cele mai importante momente a fost apariția pe piață în 1992 a așa-numitelor «pneuri verzi» Energy, care au un coeficient de rezistență la rulare redus, care economisește combustibil.

## Michelin în România

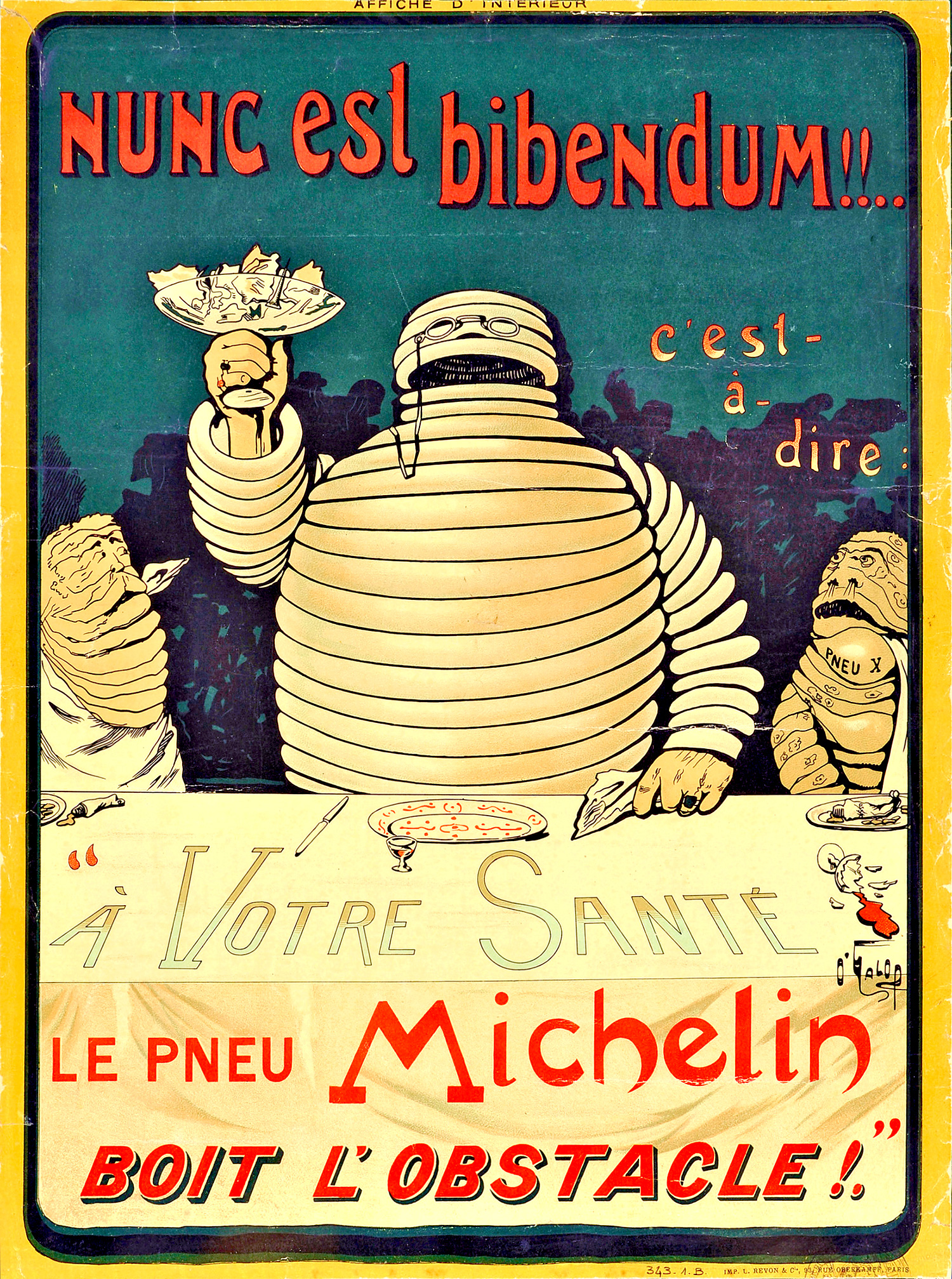
Afișe vechi cu Bibendum

Compania activează pe piața din România din anul 2001, operând trei unități de producție – Anvelope Florești (numită și Victoria Florești), care produce cauciucuri pentru autoturisme și camionete, Anvelope Zalău – anvelope de camion și industriale, și Cord Zalău, care produce cord metalic.
Producția din România este destinată atât pieței locale, distribuția fiind realizată prin Eurotyres, cât și exportului.
Investițiile Michelin în România, în perioada 2002-2008, însumează 220 de milioane de euro.
În anul 2008, compania avea o cotă de piață de 30% din piața de anvelope din România.
Număr de angajați în 2008: 4.000
Cifra de afaceri:
- 2007: 340 milioane euro[6]
- 2006: 306 milioane euro[8]

## Bibendum
Simbolul companiei este micul om gonflabil Bibendum, desenat de artistul francez Marius O'Galope (numele real este Rousillon) în 1898. Pe schița publicitară, refuzată de berărie din München, silueta greoaie a umplut cea mai mare parte a compoziției. În exterior, Bibendum este alcătuit dintr-un teanc de anvelope de diferite diametre, la care sunt atașate mâinile.

## Management

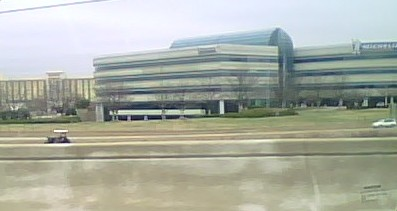
Sediul Michelin în America de Nord în Greenville, Carolina de Sud, Statele Unite ale Americii

Din 1999, compania era condusă de CEO-ul Edouard Michelin. La 26 mai 2006, Édouard s-a înecat în timp ce pescuia lângă insula Sein, în largul coastei Bretaniei. Moartea lui l-a adus lui Michel Rollier, un văr 2-lea lui Édouard Michelin, șefului companiei. Rollier a fost înlocuit în mai 2012 de Jean-Dominique Senard. În 2018, Jean-Dominique Senard a anunțat că nu va solicita realegerea sa la reuniunea acționarilor în 2019. Ca urmare, acționarii au ales-o pe Florent Menegaux să preia conducerea după Senard începând cu anul 2019.